# Сен-Симон-де-Борд
Сен-Симо́н-де-Борд (фр. Saint-Simon-de-Bordes) — коммуна во Франции, находится в регионе Пуату — Шаранта. Департамент коммуны — Шаранта Приморская. Входит в состав кантона Жонзак. Округ коммуны — Жонзак.
Код INSEE коммуны — 17403.

## Население
Население коммуны на 2010 год составляло 682 человека.
| 1962 | 1968 | 1975 | 1982 | 1990 | 1999 | 2010 |
| ---- | ---- | ---- | ---- | ---- | ---- | ---- |
| 519  | 503  | 559  | 572  | 648  | 626  | 682  |